# Gallienia sclerophylla
Gallienia sclerophylla är en måreväxtart som beskrevs av Marcel Marie Maurice Dubard och Paul Louis Amans Dop. Gallienia sclerophylla ingår i släktet Gallienia och familjen måreväxter. Inga underarter finns listade i Catalogue of Life.